# جيمس واتسون ويب
جيمس واتسون ويب (بالإنجليزية: James Watson Webb)‏ هو دبلوماسي وصحفي أمريكي، ولد في 8 فبراير 1802 في كليفراك في الولايات المتحدة، وتوفي في 7 يونيو 1884 في نيويورك في الولايات المتحدة.